# Phyllostachys
Phyllostachys é um género botânico pertencente à família Poaceae..
Se caracteriza por espécies de bambus alastrantes.

## Principais espécies
- Mossô (Phyllostachys edulis)
- Cana-da-índia (Phyllostachys aurea)